# The Cramp Twins
Los terribles gemelos Cramp (The Cramp Twins) es una serie animada creada por el dibujante Brian Wood, basado en su cómic de 1995 del mismo nombre. El show fue producido en asociación con Cartoon Network Europe.

## Descripción general
Se trata de Lucien Cramp (Kath Soucie) y Wayne Cramp (Tom Kenny), gemelos no tan idénticos, quienes viven con su madre (Nicole Oliver), obsesiva de la limpieza y su padre (Ian James Corlett), obsesionado con lo occidental, en la ficticia Ciudad Jabón. Como es de esperar, no se llevan bien. Los amigos de Wayne son el sucio Joe (Lee Tockar) y Wendy Winkle (Jayne Paterson), quien está enamorada de él, a pesar de que la odia. Sus enemigos son Miss Hillary Hissy (Cathy Weseluck, que también personifica a la mamá de Tony, Lily, y la señora Winkle). Los amigos de Lucien son Tony Parsons (Terry Klassen que también presta la voz para el padre de Tony, Seth) y Mari y Lucas Harrison (Adam Little).
Se hicieron dos temporadas de The Cramp Twins en total. En los Estados Unidos, la temporada 1 se emitió como dos temporadas separadas y no se transmitió hasta mucho después de haberse emitido en su país de origen. Todos los episodios se emitieron entre 2 y 3 años antes en el Reino Unido, dejando un episodio de la temporada 2 (4 en EE. UU.) sin emitir.

## Personajes

### Principales
- Wayne Cramp (voz por Tom Kenny)
- Lucien Cramp (voz por Kath Soucie)
- Dorothy Cramp (née O'Neil) (voz por Nicole Oliver)
- Horace Cramp (voz por Ian James Corlett)
- Tony Parsons (voz por Terry Klassen)
- Wendy Winkle (voz por Jayne Paterson)
- Mari Phelps (voz por Tabitha St. Germain)

## Producción y desarrollo
The Cramp Twins fue desarrollado entre Sunbow Entertainment y Cartoon Network Europe durante el desarrollo de su primera coproducción Fat Dog Mendoza. La producción de la serie se anunció en julio de 1999.
En octubre de 2000, la empresa alemana TMO-Loonland AG adquirió la división de televisores de Sony Wonder, poniendo a The Cramp Twins bajo el control de Loonland.
En marzo de 2001, TV-Loonland AG prevendió los derechos terrestres británicos de la serie a la BBC. En septiembre, la serie se prevendió en Alemania a KI.KA. A finales de 2001, la serie se prevendió a TF1 en Francia, y Salsa Distribution, filial de TV-Loonland, se prevendió la serie en Latinoamérica a Fox Kids.
En 2002, la segunda temporada fue producida por Telemagination, una empresa de animación británica propiedad de TV-Loonland. En ese momento, la serie se transmitió en más de 50 países de todo el mundo.

## Emisión
The Cramp Twins se estrenó en el Reino Unido el 3 de septiembre de 2001 en Cartoon Network y en BBC One durante el bloque de programación de CBBC, emitiéndose posteriormente en el propio canal CBBC en febrero de 2002. El programa alcanzó una gran popularidad entre los niños en el Reino Unido, atrayendo a 1,5 millones de espectadores por semana en CBBC y convirtiéndose en la serie de fin de semana mejor calificada en Cartoon Network durante su transmisión inicial. Aunque la serie terminó, las reposiciones continuaron transmitiéndose en CBBC y Cartoon Network durante algunos años después, y Cartoon Network transmitió el programa por la noche hasta mediados de la década de 2010, para cumplir con los requisitos de contenido europeos junto con Skatoony y Robotboy. También se repitió en Boomerang UK y Cartoon Network Too.
A principios de 2003, 4Kids Entertainment adquirió la licencia exclusiva de mercancías, la transmisión televisiva y los derechos de vídeo doméstico de la serie en los Estados Unidos. La serie se estrenó en el país en el bloque FoxBox del sábado por la mañana en Fox el 8 de febrero del mismo año. Continuaría al aire en el bloque en varios intervalos hasta el 19 de agosto de 2006. La serie también se emitió en Cartoon Network en Estados Unidos del 14 de junio de 2004 a abril de 2005.
En Canadá, la serie se emitió en YTV y se estrenó en 2004.

## Episodios

### Temporada 1: 2001
| 01 | Walk Like a Man / Bouncy Bob       | 02/08/2001 |
| 02 | Food Fight / Mari Mania            | 02/15/2001 |
| 03 | The Bad Seed / Rodeo Rita          | 02/22/2001 |
| 04 | Great Bowl of Fear / Mud Crush     | 03/01/2001 |
| 05 | Pizza Control / Ice Scream         | 03/08/2001 |
| 06 | Grandma's Piano / Guide Games      | 03/15/2001 |
| 07 | The Great Lucioni / Wendy Boy      | 03/22/2001 |
| 08 | Fashion Passion / Small Wonder     | 03/29/2001 |
| 09 | Chameleon Chaos / Weedkiller       | 04/05/2001 |
| 10 | Swamp Fever / Kung Foolish         | 04/12/2001 |
| 11 | Twin Studies / Birthday Blues      | 04/19/2001 |
| 12 | Friend Fight / Miss Kissy          | 04/26/2001 |
| 13 | Petrified Poodles / Harp Wars      | 05/03/2001 |
| 14 | Date Dupe / Agent X                | 05/10/2001 |
| 15 | Room Rage / Dirty Monkey           | 05/17/2001 |
| 16 | Mr. Winkle's Monkey / Wicked Wendy | 05/31/2001 |
| 17 | Haircut Horrors / Nostalgia Nast   | 06/07/2001 |
| 18 | No Means Yes / Spy's Pies          | 06/21/2001 |

### Temporada 2: 2002
| N.º | Título                         | Fecha de emisión original |
| --- | ------------------------------ | ------------------------- |
| 01  | Home on the Range / Holesome   | 09/13/2002                |
| 02  | Picket, Picket / Sick Daze     | 09/20/2002                |
| 03  | Big Baby / Ad Bad              | 09/27/2002                |
| 04  | Workout / 6th Senselessness    | 10/04/2002                |
| 05  | Hotel Hysteria / Alien Glow    | 10/11/2002                |
| 06  | Worm Funeral / One Sock Wonder | 10/25/2002                |
| 07  | Wolfman Wayne / Shed Dead      | 11/01/2002                |
| 08  | Silence Please / Fur Fungus    | 11/08/2002                |

### Temporada 3: 2003-2005
| N.º | Título                            | Fecha de emisión original |
| --- | --------------------------------- | ------------------------- |
| 01  | Weepy Wayne / First Crusher       | 09/18/2003                |
| 02  | Pantaloonacy / Girl Gang          | 09/25/2003                |
| 03  | Triker Trouble / Heart Wrench     | 10/02/2003                |
| 04  | Little Watchers / Egg Bound       | 10/09/2004                |
| 05  | Little Big Man / Flag Boy         | 10/16/2004                |
| 06  | Hankenstein / Cricket Slayer      | 10/23/2004                |
| 07  | Count Crampula / Naughty Nuptails | 10/30/2004                |
| 08  | Bully for Wayne / Agent W         | 11/06/2004                |
| 09  | Wendy House / Cramp vs. Cramp     | 11/13/2004                |
| 10  | Webcam Wayne / Swamp Curse        | 11/20/2004                |
| 11  | Lice-ence to Kill / Army of Wayne | 11/27/2004                |
| 12  | Swampless / Mummy Mania           | 12/04/2004                |
| 13  | Wendy Wear / Homeless Joe         | 12/11/2004                |
| 14  | Dance Pants / Bestest Brother     | 12/18/2004                |
| 15  | Film Fad / Spit Collector         | 01/22/2005                |
| 16  | News Whale / Twisted Ending       | 01/29/2005                |
| 17  | Tattoo Boy / Cow Son              | 02/05/2005                |
| 18  | Goosenapped / Rotten Romance      | 02/12/2005                |
| 19  | Sugar Zombie / Swamp Squid        | 02/19/2005                |

### Temporada 4: 2006
| N.º | Título                            | Fecha de emisión original |
| --- | --------------------------------- | ------------------------- |
| 01  | Lion Worrier / Grandma Dearest    | 07/08/2006                |
| 02  | Mister Congeniality / Get Greedy  | 07/15/2006                |
| 03  | Slave Mart / Cool for Cramp       | 07/22/2006                |
| 04  | Just Desserts / Pirate Pants      | 07/29/2006                |
| 05  | Neigh Means Neigh / Miner Mishaps | 08/05/2006                |
| 06  | Happy Gas / Twin Toys             | 08/12/2006                |